# Tropicoperdix
Tropicoperdix és un gènere d'ocells de la família dels fasiànids (Phasianidae) amb unes espècies que habiten les zones boscoses d'Àsia Oriental

## Taxonomia
Antany eren incloses a l'obsoleta subfamília dels perdicins (Perdicinae) i al gènere Arborophila fins que diversos estudis van demostrar que no pertanyien al mateix clade.

S'han descrit tres espècies dins aquest gènere:
- Tropicoperdix chloropus - perdiu boscana camaverda.
- Tropicoperdix charltonii - perdiu boscana d'orelles roges.
- Tropicoperdix graydoni - perdiu boscana de Sabah.